# Фадеєво (Калінінградська область)
Фадеєво (рос. Фадеево) — селище Німанського району, Калінінградської області Росії. Входить до складу Жилінського сільського поселення.
Населення —  49 осіб (2015 рік). 